# 450931 Coculescu
450931 Coculescu este o planetă minoră (asteroid) din centura de asteroizi. A fost descoperită pe 11 martie 2008 la Observatorul La Silla de EURONEAR. 
Obiectul prezintă o orbită caracterizată de o semiaxă mare de 2,7675435749991 UAi, o excentricitate de 0,06, o înclinație de 5,1 ° în raport cu ecliptica.